# Sínodo de Whitby
No Sínodo de Whitby em 664, o Rei Osvio da Nortúmbria determinou que seu reino calcularia a Páscoa e observaria a tonsura monástica de acordo com os costumes de Roma, em vez dos costumes praticados pelos mongesa irlandeses em Iona e suas instituições satélites. O sínodo foi convocado no mosteiro duplo de Hilda em Streonshalh (Streanæshalch), mais tarde chamado de Abadia de Whitby.

## Fontes

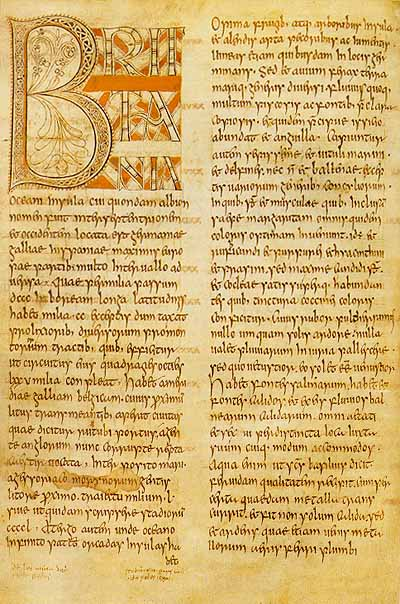
Um manuscrito da História Eclesiástica da nação inglesa de Beda.

## Antecedentes
Na Grã-Bretanha do século VII, havia várias diferenças entre o Cristianismo romano e celta. Uma delas era o método de cálculo da data da Páscoa. A prática celta era a dos monges gaélicos associados à ilha de Iona e sua extensa rede de casas-filhas, onde os monges ainda observavam um ciclo de Páscoa de 84 anos (como antes era a regra na Gália e em Roma), enquanto a tradição mais nova que era mantida em Roma nessa época era um ciclo de 19 anos que havia sido adotado da Igreja de Alexandria. No reino da Nortúmbria, essas duas tradições coexistiam, e cada uma havia sido encorajada por diferentes casas reais. Eduíno da Nortúmbria havia se convertido ao Cristianismo sob a influência de missionários enviados de Roma pelo Papa Gregório, o Grande, e assim havia estabelecido o ciclo de Páscoa de 19 anos em seu reino. No entanto, após sua morte e um ano de instabilidade política, Osvaldo da Nortúmbria ganhou o trono. Ele aprendeu a prática cristã com os monges de Iona durante sua estadia lá (enquanto exilado político em sua juventude) e encorajou os missionários ionicos a promover a cristianização da Nortúmbria, especialmente o famoso bispo Edano.
O Sínodo de Whitby foi convocado para resolver uma controvérsia sobre o método correto de calcular a data da Páscoa. Os primeiros cristãos provavelmente celebraram originalmente a Páscoa concomitantemente com a Páscoa judaica (ver Páscoa, feriado cristão), que era realizada no décimo quarto dia do primeiro mês lunar do ano judaico, chamado Nisan, o dia da crucificação de acordo com João 19:14. No entanto, o Primeiro Concílio de Nicéia em 325 decretou que os cristãos não deveriam mais usar o calendário judaico, mas deveriam celebrar universalmente a Páscoa em um domingo, o dia da ressurreição, como se tornou o costume em Roma e Alexandria. Calcular a data adequada (computus) era um processo complexo (envolvendo um calendário lunissolar), e diferentes tabelas de cálculo foram desenvolvidas, o que resultou em datas diferentes para a celebração da Páscoa.
Na década de 660, os adeptos ionicos escolheram continuar usando o ciclo de Laterco de 84 anos inventado por Sulpício Severo c. 410. Enquanto isso, a Cúria Papal havia contratado Vitorio da Aquitânia (457 d.C.) e mais tarde Dionísio Exíguo (525) para produzir um novo cálculo, a fim de resolver as diferenças entre o método romano e o método mais científico da Igreja Alexandrina. Os três cálculos frequentemente resultavam em datas diferentes para a celebração da Páscoa. Nem os cálculos vitorianos nem os dionisíacos estavam isentos de problemas. Dionísio havia simplesmente traduzido o sistema alexandrino para o latim sem entendê-lo. O sistema vitoriano, confusamente, produzia datas duplas, confiando no papa para escolher qual data usar. No entanto, a tabela vitoriana foi amplamente aceita fora da área de influência irlandesa. Por volta de 602, o missionário irlandês São Columbano já havia sido condenado por um sínodo de clérigos franceses por ignorar sua autoridade e seguir os cálculos da Páscoa de sua terra natal (a tabela vitoriana foi declarada oficial na Gália em 541). Por volta de 600 d.C., Columbano escreveu ao Papa Gregório I: "Você deve saber que Victorius não foi aceito por nossos professores e pelos antigos especialistas irlandeses e pelos matemáticos mais habilidosos no cálculo do computus, mas foi considerado mais digno de ridículo e piedade do que de autoridade."  Mas também na Irlanda, o debate se acirrou sobre a melhor opção para calcular a data da Páscoa.
A data apropriada para a celebração da festa cristã mais significativa já havia resultado em desunião visível na corte da Nortúmbria: a rainha Eanfleda de Bernícia e sua corte observavam a Páscoa em um dia diferente do rei Osvio. Enquanto uma facção real celebrava a Páscoa, a outra ainda estaria jejuando durante a Quaresma. No entanto, a desunião não resultou em problemas enquanto o respeitado Edano estivesse vivo. Após sua morte, seu sucessor Finano se viu desafiado por um monge chamado Ronano, um irlandês que havia sido treinado em Roma e que desejava ver a Páscoa romana estabelecida. Foi somente na época de Colmano, o terceiro monge ionico eleito bispo da Nortúmbria, que o conflito exigiu atenção e resolução reais.

## Convocação
Uma figura importante na convocação do sínodo foi Alchfrith, filho de Osvio e sub-rei em Deira. Henry Mayr-Harting o considerou a "principal causa dos problemas que levaram ao Sínodo". No início da década de 660, ele expulsou os monges ionicos do mosteiro de Ripon e o deu a Vilfrido, um clérigo da Nortúmbria que havia retornado recentemente de Roma. A posição de Alchfrith na casa real, juntamente com sua promoção de Wilfrido (que seria o porta-voz da posição romana no sínodo), contribuiu para a visão de que ele foi fundamental na organização da convocação do sínodo por seu pai.
O sínodo foi realizado em um lugar chamado Streanæshalch, em um mosteiro de Hilda, ela mesma uma nobre poderosa da Nortúmbria e adepta da Páscoa ionica. A identificação do local com o lugar mais tarde chamado Whitby é geralmente aceita, mas não é absolutamente certa. Outro possível candidato é Strensall, perto de Iorque.
A posição ionica foi defendida por Colmano, bispo da Nortúmbria. Em apoio à posição romana, Eanfleda enviou seu capelão Romano, e a posição também foi tomada por Agilberto, um bispo franco que também ocupou um cargo na Inglaterra. Devido à incapacidade de Agilberto de expressar os argumentos complicados em inglês antigo, que era para ele uma língua estrangeira, Wilfrido foi selecionado como o principal defensor do partido romano. O rei Osvio presidiu o sínodo e atuou como o juiz final, que daria sua autoridade real em apoio a um lado ou outro.

## Decisão
O bispo Colmano defendeu o cálculo ionico da Páscoa alegando que era a prática de Columba, fundador de sua rede monástica e um santo de santidade inquestionável, que havia seguido a tradição de São João, o apóstolo e evangelista.
Wilfrido defendeu a posição romana com base nos seguintes argumentos (de acordo com a narrativa de Beda):
1. Era a prática em Roma, onde os apóstolos Santos Pedro e Paulo "viveram, ensinaram, sofreram e estão sepultados".
2. Era uma prática universal da Igreja, até mesmo no Egito.
3. Os costumes do apóstolo João eram específicos às necessidades de sua comunidade e de sua época e, desde então, o Concílio de Niceia estabeleceu uma prática diferente.
4. Columba fez o melhor que pôde considerando seu conhecimento e, portanto, sua prática irregular é desculpável, mas os monges ionicos da época não tinham a desculpa da ignorância.
5. Seja qual for o caso, ninguém tem autoridade sobre Pedro (e, portanto, seus sucessores, os bispos de Roma).

Osvio então perguntou a ambos os lados se eles concordavam que Pedro havia recebido as chaves do reino dos céus por Cristo e pronunciado como "a rocha" sobre a qual a Igreja seria construída (como declarado em Mateus 16:18–19), com o que eles concordaram. Osvio então declarou seu julgamento em favor do portador das chaves, ou seja, a prática romana (e petrina).
No entanto, o método de Wilfrido para calcular a data da Páscoa foi o usado em Alexandria, não em Roma. Beda apresentou o sínodo como uma vitória para o partido romano, embora tivesse dúvidas se o método era usado em Roma. Ele produziu sua própria versão com base nas tabelas alexandrinas, conforme alteradas por Dionísio, para seus próprios cálculos em seu De Temporibus (703) e com mais detalhes em seu De Temporum Ratione (716–25). As tabelas de Beda passaram a ser aceitas nas Ilhas Britânicas e no Império Carolíngio no século IX e em Roma no décimo.

## Resultado
O Sínodo de Whitby estabeleceu a suposta prática romana como a norma na Nortúmbria e, assim, "trouxe a Igreja da Nortúmbria para a corrente principal da cultura romana". A sé episcopal da Nortúmbria foi transferida de Lindisfarne para Iorque. Wilfrido, principal defensor da posição romana, mais tarde se tornou bispo da Nortúmbria, enquanto Colmano e os apoiadores ionicos que não mudaram suas práticas se retiraram para Iona. Colmano foi autorizado a levar algumas relíquias de Edano, que havia sido central no estabelecimento do Cristianismo da tradição ionica na Nortúmbria, com ele de volta para Iona. Para substituir os eclesiásticos que partiam, Osvio escolheu principalmente irlandeses que eram das partes da Irlanda que mantinham a Páscoa romana (como a maior parte da Irlanda fazia há algum tempo na década de 660).

## Legado e significado histórico
O Sínodo de Whitby foi apenas um dos muitos concílios realizados sobre o cálculo adequado da Páscoa em toda a cristandade latina no início da Idade Média. Abordou as questões do cálculo da Páscoa e da tonsura monástica adequada, e preocupou-se apenas com a parte da Igreja Inglesa que respondia à Sé de Lindisfarne: ou seja, era um assunto da Nortúmbria. A defesa de Wilfrido da Páscoa Romana foi chamada de "um empurrão triunfante contra uma porta aberta", uma vez que a maioria dos irlandeses já havia aceitado a Páscoa Romana e por essa razão Iona "já estava em perigo de ser empurrada para o lado por seus rivais irlandeses".
 

Embora o foco em Whitby esteja nas decisões sobre tonsura e datação da Páscoa, o sínodo foi um passo importante na eventual romanização da Igreja na Inglaterra; embora essa romanização pudesse ter ocorrido de qualquer maneira sem o Sínodo de Whitby. No entanto, desde a Reforma Protestante, os eventos do sínodo foram simbolicamente interpretados como uma "Igreja Celta" se opondo a uma "Igreja Romana", e a decisão de Osvio foi assim interpretada como a "subjugação" da "Igreja Britânica" a Roma. Há um debate sobre a realidade de uma distinção entre uma Igreja "Celta" pré-Whitby e uma Igreja "Romana" pós-Whitby. (Até bem recentemente, o curso de História da Igreja da Faculdade de Divindade Escocesa ia dos Atos dos Apóstolos até 664 antes de ser retomado em 1560.) nas palavras de Patrick Wormald: 
Desde os dias de George Buchanan, que forneceu a propaganda inicial para os criadores da Igreja Escocesa, até uma data surpreendentemente recente, havia justificativa para uma postura anti-romana, anti-episcopal e, no século XIX, anti-establishment na Igreja Columbana ou "Celta". ... A ideia de que havia uma "Igreja Celta" em um sentido pós-Reforma ainda é irritantemente inerradicável das mentes dos estudantes.
Ao colocar o sínodo em seu contexto histórico apropriado, os historiadores da Inglaterra anglo-saxônica também notaram a posição do sínodo no contexto das tensões políticas contemporâneas. Henry Mayr-Harting considerou que o interesse de Alchfrith na convocação do sínodo era derivado de seu desejo de ver a posição de seu pai em Bernícia desafiada e de ver a substituição de Colmano por outro bispo que estivesse mais alinhado a ele.